# Even Meinseth
Even Meinseth (* 22. Mai 1996 in Fevik, Grimstad) ist ein norwegischer Leichtathlet, der sich auf den Sprint spezialisiert hat. Auch seine Mutter Sølvi Olsen Meinseth sowie seine Schwester Ingvild Meinseth war bzw. ist als Sprinterin aktiv.

## Sportliche Laufbahn
Erste internationale Erfahrungen sammelte Even Meinseth im Jahr 2013, als er bei den Jugendweltmeisterschaften in Donezk im 100-Meter-Lauf mit 11,08 s in der ersten Runde ausschied und auch über 200 Meter mit 22,25 s nicht über den Vorlauf hinauskam. Zudem verpasste er auch mit der norwegischen Sprintstaffel (1000 Meter) mit 1:56,92 min den Finaleinzug. Im Jahr darauf schied er bei den Juniorenweltmeisterschaften in Eugene mit der 4-mal-100-Meter-Staffel mit 40,62 s in der Vorrunde aus, 2015 gewann er dann aber bei den Junioreneuropameisterschaften in Eskilstuna in 20,94 s die Bronzemedaille im 200-Meter-Lauf und wurde mit der Staffel im Finale disqualifiziert. 2019 nahm er an der Sommer-Universiade in Neapel teil und schied dort mit 10,73 s im Vorlauf über 100 Meter aus. 2021 startete er dann im 60-Meter-Lauf bei den Halleneuropameisterschaften in Toruń und schied dort mit 6,80 s in der ersten Runde aus und 2023 schied er bei den World University Games in Chengdu mit 10,43 s im Halbfinale über 100 Meter aus.
In den Jahren von 2020 bis 2022 wurde Meinseth norwegischer Meister im 100-Meter-Lauf sowie 2020, 2022 und 2023 Hallenmeister über 60 Meter. Zudem wurde er 2020 auch Hallenmeister in der 4-mal-200-Meter-Staffel.

## Persönliche Bestleistungen
- 100 Meter: 10,29 s (+1,2 m/s), 12. Juni 2022 in Sollentuna
  - 60 Meter (Halle): 6,69 s, 5. Februar 2022 in Ulsteinvik
- 200 Meter: 20,96 s (0,0 m/s), 16. August 2015 in Byrkjelo (norwegischer U20-Rekord)
  - 200 Meter (Halle): 21,36 m, 6. Februar 2016 in Bærum